# تمرد الجيش الفرنسي
حدثت تمردات الجيش الفرنسي (بالإنجليزية: French Army Mutinies)‏ لعام 1917 بين جنود الجيش الفرنسي على الجبهة الغربية في شمال فرنسا خلال الحرب العالمية الأولى. بدأت مباشرة بعد معركة أن الثانية المكلفة والفاشلة، وكان الحدثُ الرئيسي هجوم نيفيل في أبريل 1917. كان قائد الجيوش الفرنسية الجديد، الجنرال روبرت نيفيل، قد وعد بنصر حاسمٍ على الألمان في غضون 48 ساعة، ارتفعت معنويات الجيوش الفرنسية ارتفاعًا عظيمًا وأفسدت صدمة الفشل مزاجهم بين ليلة وضحاها.
تضمنت التمردات والاختلالات المشمولة، بدرجاتٍ متفاوتة، قرابة نصف فرق المشاة المتمركزة على الجبهة الغربية. لا يصف مصطلح «تمرد» الأحداث بدقة، فقد ظل الجنود في الخنادق وكانوا مستعدين للدفاع غير أنهم رفضوا أوامر الهجوم. أُقيل نيفيل وحل محله الجنرال فيليب بيتان، الذي استعاد المعنويات بالتكلم إلى الرجال، ووعدهم بإيقاف الهجمات الانتحارية، موفرًا الراحة للوحدات المنهكة، والإجازة والنظام المعتدل. أقام 3.400 محكمة عرفية حُكم فيها على 554 متمردٍ بالإعدام وأُعدم 26 منهم.
كان حافز المتمردين التفاؤل المفرط والآمال المحطمة إثر هجوم نيفيل، والسلامية (التي حرضت عليها الثورة الروسية والحركة العمالية) والإحباط جراء عدم وصول الجنود الأمريكيين، الذين كان الجنود الفرنسيون يترقبون وصولهم بصورة غير واقعية في غضون أيام من إعلان أمريكا الحرب، وكان ذلك مؤثرًا أيضًا. أُبقيت التمردات سرًا عن الألمان ولم يُكشف مداها الكامل حتى انقضَت عقود. وُصف فشل الألمان في اكتشاف التمردات على أنه واحد من أشد إخفاقات الاستخبارات وطأة في الحرب.

## خلفية
كان أكثر من مليون جندي فرنسي (306.000 في عام 1914، و334.000 في 1915، و287.000 في 1916، و121.000 في بداية 1917)، من أصل عشرين مليون ذكرٍ فرنسي من كل الأعمار قد قتلوا في الاقتتال بحلول بداية 1917. قوضت الخسائر من رغبة الفرنسيين بالهجوم.
في إبريل من عام 1917، وعد الجنرال الفرنسي نيفيل بانتصار ساحقٍ يكسب الحرب. اقترح التعاون الوثيق مع الجيش البريطاني لاختراق خطوط الألمان على الجبهة الغربية بهجوم عظيم على شومان ديه دام التي تحتلها ألمانيا، وهي حافة جبلية طويلة وبارزة تنحدر من الشرق إلى الغرب، شمال نهر أن تمامًا. طبق نيفيل تكتيكًا كان قد استخدمه ونجح في معركتي فردان الهجوميتين الأولى والثانية في أكتوبر وديسمبر 1916، وهو وابل زحاف أطلقت فيه المدفعية الفرنسية قذائفها لتهبط أمام المشاة المتقدمة تمامًا لإبقاء الألمان تحت الغطاء حتى جرى اكتساحهم.
فشل هجوم نيفيل (معركة آن الثانية) في تحقيق هدفه الرئيس في كسب الحرب. على حساب خسائر فادحة، أرهق الهجوم القوات الاحتياطية الألمانية واحتل بعض المواقع ذات الأهمية التعبوية. أُطلق هجوم دبابات فرنسي أيضًا قرب بيري أو باك لكن بُطش بنصف دبابات شنايدر سي أيه 1 المشتركة. عُزل نيفيل من منصبه في 15 مايو 1917 وحل محله الجنرال فيليب بيتان. كانت معركة مشابهة لتعتبر تعادلًا في 1915، لكن في 1917، بعد الخسائر الضخمة في معركة فردان ومعركة السوم، كانت نفسية الجنود هشة. سبب الفشل الاستراتيجي والخسائر انهيارًا في معنويات رجال المشاة الفرنسية، الذين كانوا متحمسين جدًا قبل بضعة أيام فحسب. قوبل دخول الولايات المتحدة إلى الحرب في بداية أبريل من عام 1917 بجذل في فرنسا.